# Ordo Templi Orientis

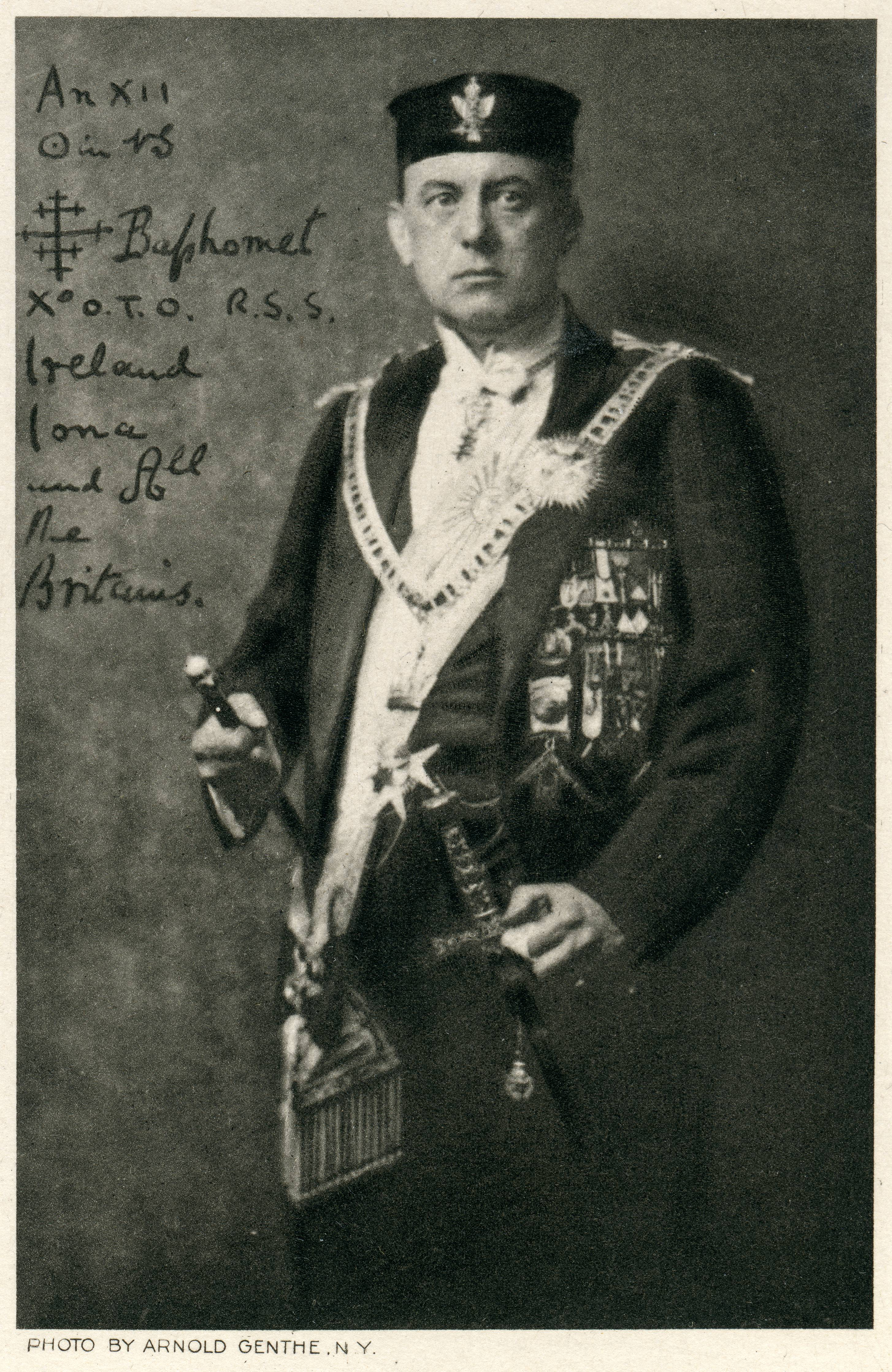
Aleister Crowley jako Bafomet X° řádu O.T.O.

Ordo Templi Orientis, zkratkou O. T. O., je mezinárodní magicko-náboženská organizace a bratrstvo, založená Theodorem Reussem na konci 19. století. O.T.O. vychází ze svobodného zednářství a od počátku se jeho členové zaměřovali na sexuální magii. Aleister Crowley, pozdější a nejznámější vůdce řádu, v něm prosadil své učení Theléma a chápal jej jako vnější kruh svého tajného řádu A∴A∴.
Ordo Templi Orientis vznikl na přelomu 19. a 20. století pod vedením anglo-německého okultisty Theodora Reusse, který do Německa přivedl zednářský ritus Ancient and Primitive Rite of Memphis-Misraïm „Prastarý a primitivní rituál Memfisu a Misraimu“. Vliv na vzniku řádu měl také bohatý rakouský průmyslník Carl Kellner, praktikující jógu, a tak vznikla společnost kombinující svobodné zednářství, kundaliní-jógu, tantru a rosekruciánství. Sexuální magie praktikovaná mezi členy vycházela z díla Paschala Randolpha a již zmíněných východních učení. Dalšími uváděnými vlivy jsou díla Hargravea Jenningse a Maxe Sebaldta. S počátky řádu jsou také úzce spojeny řady a společnosti jako Fraternitas Saturni, Fraternitas Rosicruciana Antiqua a Ordo Illuminatorum, Ecclesia Gnostica Catholica je chápána jako církevní odnož Ordo Templi Orientis.
Známý britský okultista Aleister Crowley byl do Ordo Templi Orientis iniciován v roce 1912, o rok později získal souhlas se založením britské pobočky a prohlásil se za „vnějšího vůdce“ řádu. Crowley také rozvinul metody sexuální magie, především ve svém Abbey of Thelema (Opatství thelémském) na Sicílii. V roce 1914 založil pobočky Ordo Templi Orientis na americkém kontinentě Charles Stansfeld Jones a to ve Vancouveru, Los Angeles a možná také Washingtonu. V letech 1915 až 1919 pobýval Aleister Crowley v USA což přispělo k popularitě řádu a s jeho svolením založil v Pasadeně roku 1915 další pobočku Wilfred Smith. Poté, co Jones upadl v roce 1919 u Crowleyho v nemilost stal se hlavou amerického řádu Smith, který vstoupil do skupinového manželství s Jackem a Helenou Parsonsovými, a Heleninou mladší sestrou Betty. V roce 1923 byla v důsledku kontroverzních Crowleyových aktivit zakázána anglická pobočka řádu a v roce 1934 byl O.T.O. zakázán také v Německu. Ve druhé polovině 30. let a ve 40. letech se tak zůstala jedinou aktivní částí řádu americká Lóže Agapé vedená Jackem Parsonsem. Od roku 1945 žil Crowley v Hastingsu v jižní Anglii kde jeho učení a učení O.T.O. mělo nejspíše vliv na zakladatele novopohanského náboženství Wicca Geralda Gardnera.

### Ordo Templi Orientis na Slovensku
- tábor Ra-Hoor-Khu.